# Liste der Bürgermeister von Almere
Liste der Bürgermeister der Gemeinde Almere in der niederländischen Provinz Flevoland seit ihrer Gründung am 1. Januar 1984.
| Bürgermeister          | Bürgermeister          | Partei | Partei    | Amtszeit    | Anmerkungen                                          |
| ---------------------- | ---------------------- | ------ | --------- | ----------- | ---------------------------------------------------- |
| Han Lammers            | Han Lammers            |        | PvdA      | 1984 – 1993 | wurde Kommissar der Königin in der Provinz Flevoland |
| Cees de Cloe           | Cees de Cloe           |        | PvdA      | 1986 – 1993 |                                                      |
| Cees Roozemond         | Cees Roozemond         |        | PvdA      | 1993 – 1994 | kommissarisch                                        |
| Ralph Pans             | Ralph Pans             |        | PvdA      | 1994 – 1998 |                                                      |
| Hans Ouwerkerk         | Hans George Ouwerkerk  |        | PvdA      | 1998 – 2002 | war Bürgermeister von Groningen                      |
| Jaap van der Doef      | Jaap van der Doef      |        | PvdA      | 2002        | kommissarisch                                        |
| Hans Ouwerkerk         | Hans George Ouwerkerk  |        | PvdA      | 2002 – 2003 |                                                      |
| Annemarie Jorritsma    | Annemarie Jorritsma    |        | VVD       | 2003 – 2015 |                                                      |
| Franc Weerwind         | Franc Weerwind         |        | D66       | 2015 – 2022 |                                                      |
| Ank Bijleveld-Schouten | Ank Bijleveld-Schouten |        | CDA       | 2022 – 2023 | kommissarisch                                        |
| Hein van der Loo       | Hein van der Loo       |        | parteilos | seit 2023   | [ 2 ]                                                |